# Diyya
Diyya (plural: Diyyat; en árabe: دية‎) es una compensación financiera que se paga según la ley islámica (Sharia) a los familiares de una víctima, por parte de quien le ocasionó la muerte. En árabe, la palabra significa tanto dinero sangriento como dinero de rescate.
Las tasas de compensación de diya han variado históricamente según el género y la religión de la víctima. En la era moderna, diya juega un papel en el sistema legal de Irán , Pakistán , Arabia Saudita y los Emiratos Árabes Unidos. En Irán y Pakistán, el diya es el mismo para musulmanes y no musulmanes, mientras que en Arabia Saudita difiere según la religión de la víctima.

## Tradición islámica y árabe
El Corán indica el principio de Qisas (o sea daño recíproco), pero prescribe que se debe buscar la compensación (diyya) y no exigir el daño que fija la ley del talión.  
"Les hemos prescrito en ella [ la Torá , la ley del Talión]: Vida por vida, ojo por ojo, nariz por nariz, oreja por oreja, diente por diente, y con las heridas [también aplicad] la ley del talión. Y si los familiares de la víctima perdonan [que se le aplique la pena al culpable], le serán borrados [por ello] sus pecados. Quienes no juzgan conforme a lo que Alá ha revelado, ésos son los inicuos".
El Corán indica pagar diyyat según esta ley tanto en el caso de asesinato intencional como en el caso de ser responsable por una muerte no intencional. En la Arabia preislámica existía una variación del diyat, mediante la cual se pagaba mediante bienes o animales en lugar de en efectivo. Según la ley Sharia, el diyat debe ser pagado en forma de dinero en efectivo para evitar así posibles fraudes por parte del criminal. En las tradiciones  islámica y árabe, el dinero sangriento es la multa que paga el sable de la muerte (o asesino) o su familia o clan a la familia o clan de la víctima (comparable a las tradiciones de wergeld y główczyzna). Es ilegal para un creyente matar a otro creyente excepto si ello sucede por accidente. Aquel que mata a un creyente de manera accidental debe pagar diyyat a los parientes de la víctima a menos que ellos lo perdonen. Esta tradición es refrendada en varias oportunidades por la tradición islámica; y la misma se encuentra registrada en varios párrafos del Hadith, que son los actos de Mahoma.
No existe un monto específico para el diyat y la multa no difiere según el género de la víctima, o su estado de libertad. Sin embargo el Corán deja librado el tema de la cantidad, naturaleza y otros asuntos relacionados con las costumbres y tradiciones de la sociedad. El Corán indica pagar el diyat según esta ley tanto en caso de asesinato intencional como de ser responsable de la muerte no intencional.
Las cuatro escuelas legales de pensamiento Sunni debatieron sobre cual debe ser el diyya aplicable por un judío o un cristiano, quienes eran considerados Dhimmi. Según la escuela Shafi, el diyya en estos caso debe ser un tercio del pagado por un musulmán. La escuela Maliki indicó la mitad.  La escuela Hanafi, por otra parte, no diferencia entre un musulmán y un no musulmán. En Yemen, el diyya por un judío a veces era mucho mayor que el correspondiente a un musulmán, dado que el judío era considerado un protegido de la tribu, y todo daño al mismo debe ser considerado un daño a toda la tribu.

## Aplicación en países musulmanes contemporáneos
En la era moderna, el diya forma parte del sistema legal de Irán, Pakistán, Arabia Saudita y los Emiratos Árabes Unidos. Por ejemplo, en Arabia Saudita, los herederos de una víctima musulmana tienen derecho a conformarse con diya en lugar de la ejecución del asesino.
La cantidad de diya se calcula de manera diferente según los diferentes estados en los que forma parte del código legal. En Pakistán y Arabia Saudita, el monto lo determina el juez. En los Emiratos Árabes Unidos, el gobierno negocia el monto con la familia o los herederos de la víctima en nombre del delincuente. En Irán, la familia o los herederos de la víctima lo negocian directamente con el delincuente.
En Pakistán, la diya para ciudadanos musulmanes, ciudadanos no musulmanes y extranjeros es la misma. Irán igualó el diya para musulmanes y no musulmanes en 2003. No obstante, los derechos de compensación por diyah de musulmanes y no musulmanes han variado entre las naciones musulmanas y eran desiguales en algunos países a finales del siglo XX. siglo, permaneciendo desigual en la década de 2010 en Arabia Saudita.
El derecho consuetudinario del pueblo somalí también reconoce la obligación de diyah , pero la define como entre subgrupos, o mag, que pueden ser parte de diferentes clanes o incluso del mismo clan.
Algunos de estos países también definen, mediante su legislación, una jerarquía de tasas de compensación por la vida de las personas; la afiliación religiosa y el género suelen ser los principales factores moduladores de estas tasas de dinero sangriento.

### Arabia Saudita
En Arabia Saudita, cuando una persona mata a otra, intencional o involuntariamente, el dinero de sangre prescrito debe ser decidido por el tribunal de la sharia.
El monto de la compensación se basa en el porcentaje de responsabilidad. El dinero sangriento debe pagarse no solo por asesinato, sino también en el caso de muerte no natural, interpretada como muerte en un incendio, accidente industrial o de carretera, por ejemplo, siempre que la responsabilidad recaiga sobre el acusado. El monto de la indemnización por diyah depende de la religión de la víctima. [32]
Human Rights Watch y el Informe de Libertad Religiosa de los Estados Unidos señalan que en los tribunales de la sharia de Arabia Saudita, "el cálculo de la indemnización por muerte o lesión accidental es discriminatorio. En caso de que un tribunal emita un fallo a favor de un demandante que sea judío o cristiano hombre, el demandante solo tiene derecho a recibir el 50 por ciento de la compensación que recibiría un hombre musulmán; todos los demás no musulmanes (budistas, hindúes, jainistas, sijs, animistas, ateos) solo tienen derecho a recibir una décimo sexta parte de la cantidad los musulmanes masculinos recibirían ". [3] [33] [34]
Si bien los jueces sauditas tienen la última palabra en cualquier acuerdo, a partir de 2011, el precio diya para un musulmán en Arabia Saudita era de SR300,000 (USD 80,000) por una muerte accidental y SR400,000 (USD 106,666) por asesinato premeditado. [35] (El precio se elevó ese año debido a un aumento en el precio de los camellos). [35]
Diyah en Arabia Saudita ha sido controvertido, como en un caso de 2013, donde un padre abusó sexualmente y asesinó a su hija de cinco años, pero evitó la cárcel pagando dinero a su madre. [10]

### Irán
Durante los cuatro meses prohibidos; a saber, Dhu al-Qi'dah, Dhu al-Hijjah, Muharram y Rajab; cuando las guerras y los asesinatos se desalentaron tradicionalmente en la Península arábiga y más tarde en el mundo islámico en general, las tasas de dinero sangriento aumentaron en un tercio. [36]
El Código Penal Islámico de Irán de 1991 originalmente solo especificaba el diya para un hombre musulmán. En ausencia de una especificación de diya para los no musulmanes, los jueces iraníes se refirieron al fiqh chiita tradicional. En 2003, el artículo 297 del Código de 1991 fue enmendado de acuerdo con una fatwa del ayatolá Khamenei. Esto resultó en el reconocimiento de diya igual para musulmanes y no musulmanes. [6] [7] [37] Sin embargo, según el Informe de 2006 sobre la libertad religiosa del Departamento de Estado de EE. UU. Sobre Irán, las mujeres y los bahá'ís fueron excluidos de las disposiciones de igualación de 2003 y que la sangre bahá'í se consideraba "Mobah, lo que significa que puede ser derramado con impunidad ". [37]El Código Penal Islámico de 2013 (que reemplazó al de 1991), reconoce la igualdad entre musulmanes y no musulmanes en el artículo 554. [6] El código penal de 2013 también hace que el diya para hombres y mujeres sea igual en casos de homicidio. [6] Sin embargo, según Mohammad H. Tavana, no está claro si el diya entre hombres y mujeres es igual en casos de daño corporal; eso se ha dejado a los tribunales iraníes para decidir. [6]